# Hổ trong văn hóa Triều Tiên
Hình tượng con hổ ảnh hưởng rất sâu đậm trong văn hóa Hàn Quốc, nó mang hơi hướng thần thoại vẫn tồn tại trong cuộc sống con người Hàn Quốc cho đến ngày nay với tư cách là Thần giám hộ của đất nước này. Con hổ tượng trưng cho lòng dũng cảm và sức mạnh. Tuy là loài dũng mãnh, hung tợn trong thế giới động vật hoang dã nhưng trong quan niệm dân gian Hàn Quốc, hổ vẫn là loài vật thân thiết với con người. Hình tượng hổ được đưa vào đời sống hàng ngày và tôn là linh vật bảo vệ cho loài người.

## Tổng quan
Người Hàn Quốc đặc biệt thần phục loài hổ trắng, theo họ thì sau khi được tôi luyện trong vũ trụ, con hổ đã được trút bỏ lốt cũ để trở thành hổ trắng, một giống vật thiêng, không bao giờ hại người. Hổ trắng chỉ hung tợn với kẻ cầm quyền gây tội ác. Đối với người Hàn Quốc thì năm Bạch Hổ, màu trắng của hổ được kỳ vọng là tín hiệu của may mắn. Người dân tin rằng khi cầm theo bùa bạch hổ thì được bảo vệ khỏi mọi rủi ro, và dân gian cho rằng hổ là loài vật át được khí vận xấu nên họ hay mặc áo in hình hổ để có được sự khởi đầu tốt đẹp cho năm.
Những cứ liệu lịch sử lâu đời nhất liên quan đến hổ là thần thoại về Đàn Quân (Dangun), người sáng lập Vương quốc Joseon cổ, theo truyện đó thì cả gấu và hổ đều muốn trở thành người. Gấu, sau khi nằm 100 ngày trong hang, chỉ ăn cải cúc và tỏi như lời răn dạy, đã được biến thành một người đàn bà. Còn hổ, vì không kham nổi thử thách, đã vùng chạy ra ngoài, bỏ dở ước nguyện thành người của mình. Sử sách ghi chép rằng, vị vua Chân Huyên gắn với một truyền thuyết về mẹ của ông đến từ Gwangju và hạ sinh người con trai đầu tiên của bà sau khi tiếp xúc thân thể với một con giun/sâu ngụy trang dưới dạng một người đàn ông, và rằng Chân Huyên lớn lên với dòng sữa của một con hổ. Trong cuốn Thực lục vương triều Joseon còn lưu tới 635 điển tích về hổ. Choi Nam-seon đã viết về hổ và đã miêu tả con hổ khi khắc họa địa thế hình hổ của bán đảo Hàn Quốc lên tranh vẽ rằng Rồng Trung Hoa, voi Ấn Độ, sư tử Ai Cập, chó sói La Mã và khẳng định linh vật của dân tộc Hàn là con hổ.
Người Hàn Quốc xưa thêu hình hạc lên lễ phục quan văn nhưng lại thêu hình hổ lên ngực và lưng áo quan võ, da của hổ luôn được treo ở các doanh trại võ binh, có nhiều bức tranh vẽ tư thế quan võ ngự trên thảm da hổ, ngoài ra hổ xuất hiện rất nhiều trong các tranh vẽ ở Hàn Quốc, hình ảnh con hổ trong thần thoại hay nghệ thuật dân gian được đưa lên các vật dụng hàng ngày. Móng hổ hay nhiều thứ khác được sử dụng rất nhiều trong cuộc sống hàng ngày. Những vật phẩm được tạo thành dựa trên hình tượng con hổ cũng rất đa dạng trong cuộc sống thường nhật ở Hàn Quốc như Hogeon một loại mũ trẻ em hình đầu hổ, Norigae, dây trang trí trên váy áo Hanbok truyền thống, bùa hộ mệnh in hình hổ, gối có hoa văn hình hổ.